# 29085 Sethanne
29085 Sethanne este un asteroid din centura principală de asteroizi.

## Descriere
29085 Sethanne este un asteroid din centura principală de asteroizi. A fost descoperit pe 17 septembrie 1979 la Harvard College Observatory. Asteroidul prezintă o orbită caracterizată de o semiaxă mare de 2,70 ua, o excentricitate de 0,07 și o înclinație de 3,9° în raport cu ecliptica.